# WWE Draft 2019
Il WWE Draft 2019 è stato un evento della World Wrestling Entertainment svoltosi tra la puntata di SmackDown dell'11 ottobre 2019 e quella di Raw del 14 ottobre 2019.

## Regole
Per l'occasione i dirigenti di Usa Network e Fox furono coinvolti e la Draft godeva delle seguenti regole:
- Ogni round di draft conta 5 superstar, 3 per Raw e 2 per Smackdown
- I tag team sono come un'unica scelta, a meno che non viene deciso di spostare un solo membro del team
- Le superstar non assegnate ad alcun roster sono free agent e vengono assegnate in seguito

## Risultati

### 11 ottobre 2019
| Round | Wrestler                                                 | Passa a   | Note                                |
| ----- | -------------------------------------------------------- | --------- | ----------------------------------- |
| 1     | Becky Lynch                                              | Raw       | WWE Raw Women's Champion            |
| 1     | Roman Reigns                                             | SmackDown |                                     |
| 1     | The O.C. (AJ Styles, Karl Anderson e Luke Gallows)       | Raw       | Styles è WWE United States Champion |
| 1     | Bray Wyatt                                               | SmackDown |                                     |
| 1     | Drew McIntyre                                            | Raw       |                                     |
| 2     | Randy Orton                                              | Raw       |                                     |
| 2     | Sasha Banks                                              | SmackDown |                                     |
| 2     | Ricochet                                                 | Raw       |                                     |
| 2     | Braun Strowman                                           | SmackDown |                                     |
| 2     | Bobby Lashley                                            | Raw       |                                     |
| 3     | Alexa Bliss                                              | Raw       |                                     |
| 3     | Lacey Evans                                              | SmackDown |                                     |
| 3     | Kevin Owens                                              | Raw       |                                     |
| 3     | The Revival (Dash Wilder e Scott Dawson)                 | SmackDown | WWE SmackDown Tag Team Champions    |
| 3     | Natalya                                                  | Raw       |                                     |
| 4     | Viking Raiders (Erik e Ivar)                             | Raw       |                                     |
| 4     | Lucha House Party (Kalisto, Gran Metalik e Lince Dorado) | SmackDown |                                     |
| 4     | Nikki Cross                                              | Raw       |                                     |
| 4     | Heavy Machinery (Otis e Tucker)                          | SmackDown |                                     |
| 4     | The Street Profits (Angelo Dawkins e Montez Ford)        | Raw       |                                     |

### 13 ottobre 2019
| Wrestler                             | Passa a   | Note                                                                             |
| ------------------------------------ | --------- | -------------------------------------------------------------------------------- |
| Apollo Crews                         | SmackDown |                                                                                  |
| The B-Team (Curtis Axel e Bo Dallas) | SmackDown |                                                                                  |
| Drew Gulak                           | SmackDown |                                                                                  |
| EC3                                  | Raw       |                                                                                  |
| Eric Young                           | Raw       |                                                                                  |
| Heath Slater                         | SmackDown |                                                                                  |
| Sin Cara                             | Raw       | In seguito la WWE gli ha accettato la richiesta della rescissione del contratto. |
| Tamina                               | SmackDown |                                                                                  |

### 14 ottobre
| Round | Wrestler                                          | Passa a   | Note                                     |
| ----- | ------------------------------------------------- | --------- | ---------------------------------------- |
| 1     | Seth Rollins                                      | Raw       | WWE Universal Champion                   |
| 1     | Brock Lesnar                                      | Smackdown | WWE Champion                             |
| 1     | Charlotte Flair                                   | Raw       |                                          |
| 1     | The New Day (Big E, Kofi Kingston e Xavier Woods) | Smackdown |                                          |
| 1     | Andrade                                           | Raw       |                                          |
| 2     | Kabuki Warriors (Asuka e Kairi Sane)              | Raw       | WWE Women's Tag Team Champions           |
| 2     | Daniel Bryan                                      | Smackdown |                                          |
| 2     | Rusev                                             | Raw       |                                          |
| 2     | Bayley                                            | Smackdown | WWE SmackDown Women's Champion           |
| 2     | Aleister Black                                    | Raw       |                                          |
| 3     | Cedric Alexander                                  | Raw       |                                          |
| 3     | Shinsuke Nakamura e Sami Zayn                     | Smackdown | Nakamura è WWE Intercontinental Champion |
| 3     | Humberto Carrillo                                 | Raw       |                                          |
| 3     | Ali                                               | Smackdown |                                          |
| 3     | Erick Rowan                                       | Raw       |                                          |
| 4     | Buddy Murphy                                      | Raw       |                                          |
| 4     | Dolph Ziggler e Robert Roode                      | Smackdown |                                          |
| 4     | Jinder Mahal                                      | Raw       |                                          |
| 4     | Carmella                                          | Smackdown |                                          |
| 4     | R-Truth                                           | Raw       | WWE 24/7 Champion                        |
| 5     | Samoa Joe                                         | Raw       |                                          |
| 5     | The Miz                                           | Smackdown |                                          |
| 5     | Akira Tozawa                                      | Raw       |                                          |
| 5     | King Corbin                                       | Smackdown |                                          |
| 5     | Shelton Benjamin                                  | Raw       |                                          |
| 6     | Rey Mysterio                                      | Raw       |                                          |
| 6     | Shorty Gable                                      | Smackdown |                                          |
| 6     | Titus O'Neil                                      | Raw       |                                          |
| 6     | Elias                                             | Smackdown |                                          |
| 6     | Liv Morgan                                        | Raw       |                                          |

### 16 ottobre 2019
| Wrestler                                   | Passa a   | Note |
| ------------------------------------------ | --------- | ---- |
| Cesaro                                     | SmackDown |      |
| Curt Hawkins e Zack Ryder                  | Raw       |      |
| Dana Brooke                                | SmackDown |      |
| Drake Maverick                             | SmackDown |      |
| Fire & Desire (Mandy Rose e Sonya Deville) | SmackDown |      |
| The IIconics (Billie Kay e Peyton Royce)   | Raw       |      |
| Luke Harper                                | SmackDown |      |
| Mojo Rawley                                | Raw       |      |
| No Way Jose                                | Raw       |      |
| Sarah Logan                                | Raw       |      |

## Spostamenti e arrivi successivi
il 15 ottobre, Triple H ha annunciato che Alexa Bliss e Nikki Cross sarebbero passate a SmackDown, permettendo a Raw di effettuare un'ulteriore scelta. In seguito, anche grazie al passaggio dell'Universal Championship a SmackDown con la vittoria di "The Fiend" Bray Wyatt su Seth Rollins a Crown Jewel, Brock Lesnar è passato a Raw portando con sé il WWE Championship. 

## Free agent
| Wrestler                               | Passa a   | Note                       |
| -------------------------------------- | --------- | -------------------------- |
| Lio Rush                               | NXT       | WWE Cruiserweight Champion |
| Alicia Fox                             |           | Pubblicata                 |
| AOP (Akam e Rezar)                     | Raw       |                            |
| Lana                                   | Raw       |                            |
| Matt Hardy                             | Raw       |                            |
| Sheamus                                | SmackDown |                            |
| The Ascension (Konnor e Viktor)        |           | Pubblicati                 |
| The Usos (Jey Uso e Jimmy Uso)         | SmackDown |                            |
| Big Show                               | Raw       |                            |
| Naomi                                  | SmackDown |                            |
| Ruby Riott                             | Raw       |                            |
| Jeff Hardy                             | SmackDown |                            |
| Nia Jax                                | Raw       |                            |
| The Colóns (Primo Colón e Epico Colón) |           | Pubblicati                 |
| Maria Kanellis                         |           | Pubblicata                 |
| Ember Moon                             | NXT       |                            |
| Lars Sullivan                          | SmackDown |                            |
| Mickie James                           | Raw       |                            |